# НТК
НТК (Нове Телебачення Краю) — коломийський інформаційний телеканал, в Івано-Франківській області. 2022 року розпочав працювати на цифровому телебаченні. Основа ефіру — новини, фільми, інтерв'ю, телепрограми.
Телерадіокомпанія «Нове Телебачення Краю» працює в інформаційному просторі Прикарпаття з 2002 року. Це єдине телебачення Коломиї та Коломийського району. З моменту заснування та донині канал очолює директор Дем'янюк Василь Михайлович, головний редактор Приходько Тамара Михайлівна, керівник рекламного відділу Черних Оксана Іванівна.

## Телепрограми
Наразі в програмній мережі каналу передбачені щоденні новини, прямі ефіри з публічними людьми, більше 10 авторських програм різноманітної тематики від серйозних аналітичних до веселих розважальних.
Щонеділі у програмі «Місто Кола — спадок предків» краєзнавець та журналіст Василь Нагірний знайомить краян з історією Коломиї, її видатними людьми, архітектурними та історичними пам'ятками, а в програмі «Червоної Русі підкова золота» розповідає про найцікавіші споруди чи місцини Західної України.
Проблеми міста Коломиї аналізує Надія Ніплюхіна в авторській програмі «Коломийські реалії».
А з творчими персонами краю — письменниками, поетами, художниками та музикантами глядачів знайомлять автори програми «Палітра» Юлія Струк та Мар'яна Мацьків.
Про здоров'я аудиторії дбає програма «Формула здоров'я» і її автор Тетяна Буграк, а про їх красу та добробут програма «Люби себе» з Ксенією Гаращук.
Щодня в ефір НТК виходить програма привітань «Музичний сюрприз», «Погода» та чимало інших проектів.